# بلهاسة
قرية بلهاسة هي إحدى القرى التابعة لمركز مغاغة بمحافظة المنيا في جمهورية مصر العربية. حسب إحصاءات سنة 2006، بلغ إجمالي السكان في بلهاسة 8051 نسمة، منهم 4163 رجلا و3888 امرأة.